# Dorchester (ancienne circonscription fédérale)
Pour les articles homonymes, voir Dorchester.
Circonscription électorale fédérale du Canada
Dorchester fut une circonscription électorale fédérale de la région de Chaudière-Appalaches au Québec. Elle fut représentée de 1867 à 1968.

## Historique
C'est l'Acte de l'Amérique du Nord britannique de 1867 qui préserva ce qui fut appelé le district électoral de Dorchester, déjà présent dans le Bas-Canada. Abolie en 1966, la circonscription fut redistribuée parmi Beauce, Bellechasse et Lévis. 

## Géographie
En 1867, la circonscription de Dorchester comprenait :
- Les cantons de Watford, Cranbourne, Frampton, Ware, Buckland et Mergermete
- Les paroisses de Sainte-Marguerite, Sainte-Hénédine, Saint-Isidore, Saint-Bernard, Saint-Anselme et Sainte-Claire

## Députés
1. 1867-1874 — Hector-Louis Langevin, Conservateur
2. 1874-1882 — Fortunat Rouleau, Libéral-conservateur
3. 1882-1887 — Charles Alexander Lesage, Conservateur
4. 1887-1887 — Henri-Jules Juchereau Duchesnay, Nationaliste conservateur
5. 1888¹-1891 — Honoré-Julien-Jean-Baptiste Chouinard, Conservateur
6. 1891-1896 — Cyrille-E. Vaillancourt, Nationaliste
7. 1896-1908 — Jean-Baptiste Morin, Conservateur
8. 1908-1911 — Ernest Roy, Libéral
9. 1911-1917 — Albert Sévigny, Conservateur
10. 1917-1930 — Lucien Cannon, Libéral
11. 1930-1935 — Onésime Gagnon, Conservateur
12. 1935-1953 — Léonard-D. Tremblay, Libéral
13. 1953-1957 — Robert Perron, Progressiste-conservateur
14. 1957-1958 — Joseph-Armand Landry, Libéral
15. 1958-1962 — Noël Drouin, Progressiste-conservateur
16. 1962-1965 — Pierre-André Boutin, Crédit social
17. 1965-1968 — Gustave Côté, Libéral

¹ = Élection partielle